# Astrid Eichhorn
Astrid Eichhorn, née le 31 décembre 1983 à Offenbach-sur-le-Main, est une physicienne allemande qui travaille dans le domaine de la gravité quantique et professeure de l'Université du Danemark du Sud à Odense. Membre de la Junge Akademie, elle mène des actions en faveur de la lutte pour le climat et de la diminution du biais de genre dans les domaines des sciences, de la technologie, de l'ingénierie et des mathématiques (dites STIM.)

## Carrière universitaire
Elle n'a choisi de suivre des études de physique qu'au moment du lycée, peu avant le bac, motivée par l'envie de comprendre le fonctionnement du monde qui l'entoure.
Après avoir étudié à l'Université Ruprecht Karls de Heidelberg, elle passe son doctorat à l'Université d'Iéna. Elle commence sa carrière à l'Institut Périmètre de physique théorique de Waterloo et à l'Imperial College de Londres,. Elle prend, en 2016, la direction d'un groupe financé par le programme Emmy Noether (de) de la Fondation allemande pour la recherche . Depuis 2019, elle enseigne comme professeure la physique quantique à l'université du Danemark du Sud, à Odense.
Ses sujets de recherche portent sur différentes théories de la gravité quantique et de la physique au-delà du modèle standard. Elle travaille principalement sur la renormalisation non perturbative (en), également appelée Asymptotic Safety dans les articles scientifiques rédigés en anglais, qui vise à trouver une théorie quantique cohérente et prédictive du champ gravitationnel. Elle travaille aussi sur les ensembles causaux et publie le résultat de se recherches sur les trous noirs et la masse des neutrinos dans des revues comme Classical and Quantum gravity ou Physics Reports. En 2018, Astrid Eichhorn a été élue membre de la Junge Akademie dont elle a été la porte-parole de 2021 à 2022.

## Prises de positions
Depuis 2021, elle préside un groupe de travail sur la durabilité et la lutte contre le réchauffement climatique dans les sciences et le monde académique en général, , au sein de la All European Academies (ALLEA),,. Selon elle, « Réduire les émissions de gaz à effet de serre dans la communauté scientifique va nécessiter de la créativité et un changement culturel. ».
Depuis 2022, elle est l'une des animatrices du podcast wissen... handeln?, c'est-à-dire « savoir... agir ? » de la Junge Akademie.
En 2023, elle participe à la rédaction d'un livre à destination de la jeunesse allemande pour promouvoir les carrières scientifiques. Dans une interview pour Forschung & Lehre (de), elle explique comment ce livre peut lutter contre les stéréotypes de genre et, pour les sciences dures, amener davantage d'adolescentes vers des études scientifiques, en mettant en avant des exemples pouvant servir de modèles.

« Quand on voit que quelqu'un comme soi a déjà suivi le chemin dont on rêve, on a plus vite le sentiment d'avoir sa place dans cette voie. »

— Astrid Eichhorn, Forshung & Lehre 11.08.2023

## Prix et récompenses
En 2018, elle reçoit le prix Hengstberger de l'Université de Heidelberg, lequel récompense chaque année trois chercheurs ou chercheuses de moins de 37 ans .

## Publications

### Ouvrages et actions de vulgarisation
- (de) Astrid Eichhorn, Martin fungisai Gerchen, Johana Gereke, Lydia Repke et Anna Stöck, « Das Wissenschaftssystem von morgen gestalten » [« Concevoir le système scientifique de demain »], sur wissen – handeln? Der Podcast zur engagierten Wissenschaft, 4 mai 2023 (consulté le 27 octobre 2023)
- (en) A. Eischhorn, « What is the Fundamental Microscopic Structure of Space-Time in our Universe? » [« Quelle est la structure fondamentale de l'espace-temps à l'échelle microscopique, dans notre univers ? »] (Vidéo en anglais de présentation de ses recherches), sur Latest Thinking, 2018 (consulté le 28 octobre 2023)

### Publications scientifiques

#### Articles sur la renormalisation non perturbative (sélection)
- (en) Nicolas Dupuis, L. Canet, A. Eichhorn, W. Metzner, J. M. Pawlowski, M. Tissier et N. Wschebor, « The nonperturbative functional renormalization group and its applications », Physics Reports, vol. 910,‎ 10 mai 2021, p. 1-114 (lire en ligne)
- Astrid Eichhorn, « An Asymptotically Safe Guide to Quantum Gravity and Matter », Frontiers in Astronomy and Space Sciences, vol. 5,‎ 2019 (ISSN 2296-987X, DOI 10.3389/fspas.2018.00047/full, lire en ligne, consulté le 28 octobre 2023)
- (en) Pietro Donà, Astrid Eichhorn et Roberto Percacci, « Matter matters in asymptotically safe quantum gravity », Physical Review D, vol. 89, no 8,‎ 8 avril 2014, p. 084035 (DOI 10.1103/PhysRevD.89.084035, lire en ligne, consulté le 28 octobre 2023)

#### Articles sur les ensembles causaux (sélection)
- Astrid Eichhorn et Sebastian Mizera, « Spectral dimension in causal set quantum gravity », Classical and Quantum Gravity, vol. 31, no 12,‎ 21 juin 2014, p. 125007 (ISSN 0264-9381 et 1361-6382, DOI 10.1088/0264-9381/31/12/125007, lire en ligne, consulté le 20 novembre 2023)
- Astrid Eichhorn, « Towards coarse graining of discrete Lorentzian quantum gravity », Classical and Quantum Gravity, vol. 35, no 4,‎ 22 février 2018, p. 044001 (ISSN 0264-9381 et 1361-6382, DOI 10.1088/1361-6382/aaa0a3, lire en ligne, consulté le 20 novembre 2023)

#### Articles sur les trous noirs
- (en) Astrid Eichhorn, Aaron Held et Philipp-Vincent Johannsen, « Universal signatures of singularity-resolving physics in photon rings of black holes and horizonless objects », Journal of Cosmology and Astroparticle Physics, vol. 2023, no 01,‎ 1er janvier 2023, p. 043 (ISSN 1475-7516, DOI 10.1088/1475-7516/2023/01/043, lire en ligne, consulté le 28 octobre 2023)
- (en) Héloïse Delaporte, Astrid Eichhorn et Aaron Held, « Parameterizations of black-hole spacetimes beyond circularity », Classical and Quantum Gravity, vol. 39, no 13,‎ 7 juillet 2022 (ISSN 0264-9381, DOI 10.1088/1361-6382/ac7027, lire en ligne, consulté le 20 novembre 2023)

#### Articles en physique des particules
- (en) Astrid Eichhorn et Aaron Held, « Dynamically vanishing Dirac neutrino mass from quantum scale symmetry », Physics Letters B,‎ 25 septembre 2023, p. 138196 (ISSN 0370-2693, DOI 10.1016/j.physletb.2023.138196, lire en ligne, consulté le 28 octobre 2023)

#### Influences du changement climatique sur les recherches en physique quantique
- (en) Kenneth Bloom, Veronique Boisvert, Daniel Britzger, Micah Buuck, Astrid Eichhorn, Michael Headley, Kristin Lohwasser et Petra Merkel, « Climate impacts of particle physics », FERMILAB-CONF-22-226-PPD,‎ 23 mars 2022 (lire en ligne [PDF])

#### Livres
- (en) Astrid Eichhorn, Benjamin Bahr et Antonio D. Peirera, Coarse Graining in Quantum Gravity: Bridging the Gap between Microscopic Models and Spacetime-Physics, Frontiers Media SA, 15 juillet 2021 (ISBN 978-2-88971-049-2, lire en ligne)

### liens externes
- (en) Site officiel
- Ressources relatives à la recherche :   - Dimensions
  - Google Scholar
  - INSPIRE-HEP
  - ORCID
  - Scopus
- Notices d'autorité :   - VIAF
  - GND